# Anthurium verrucosum
Anthurium verrucosum är en kallaväxtart som beskrevs av Thomas Bernard Croat och D.C.Bay. Anthurium verrucosum ingår i släktet Anthurium och familjen kallaväxter. Inga underarter finns listade.